# Math42
Math42 war eine in Deutschland entwickelte App, die zur Lösung von mathematischen Problemen eingesetzt wird. Das Programm war für die Betriebssysteme Android und iOS und in den Sprachen Englisch, Chinesisch, Deutsch, Französisch, Spanisch und Russisch verfügbar. Es richtete sich hauptsächlich an Schüler (unter anderem zum Lösen von Hausaufgaben und das Lernen zuhause) und Lehrkräfte und ermöglichte Verlagen die Verbesserung bestehender und Entwicklung neuer Produkte. Der Name setzt sich zusammen aus dem englischen Wort „Math“ für Mathematik und der Zahl 42, von der in Douglas Adams Buch Per Anhalter durch die Galaxis behauptet wird, sie sei die Antwort auf alles. 2017 wurde die App an das US-amerikanische Unternehmen Chegg verkauft und 2019 durch die App Chegg Math Solver ersetzt.

## Funktionsweise
Die Aufgaben ließen sich mit einer auf dem Bildschirm angezeigten Tastatur eingeben und erfassen. Nachdem die Rechnung erfasst wurde, wurden Lösungsvorschläge angezeigt, die sich Schritt für Schritt auf- und zuklappen ließen. Man konnte sich ausführlichere mathematische Erklärungen anzeigen und Funktionen grafisch darstellen lassen, sowie Übungsaufgaben trainieren, um den Wissenstand zu überprüfen.
Zu den Funktionen zählten:
| Terme | Funktionen | Gleichungen | Matrizen |
| --- | --- | --- | --- |
| - Vereinfachen und Ausmultiplizieren von Termen - Ausklammern von Termen - Potenzen, Wurzeln umformen - Brüche addieren, multiplizieren, kürzen und erweitern - ggT, kgV - Faktorisieren, Anwenden der binomische Formeln - Trigonometrische, Logarithmische Umformungen (z. Z. begrenzt) | - Nullstellen berechnen und Faktorisieren - Schnittpunkte auf dem Y-Achsenabschnitt berechnen - Definitionsbereich bestimmen - Extremwerte und Wendepunkte bestimmten - Kurvendiskussion - Ableitungen (Faktor- und Summenregel, Produkt- und Quotientenregel, Kettenregel) - Integralrechnung (Polynom-Integration, Substitution, Partialbruch-Zerlegung, Partielle Integration) | - Lineare Gleichungen - Quadratische Gleichungen - Quadratische Ergänzung - Mitternachts- und pq-Formel - Spezielle höhere Gleichungen - Gleichungssysteme | - Transponierte Matrix - Inverse Matrix - Matrizen-Addition und -Multiplikation - Kreuzprodukt - Gauß-Algorithmus - Charakteristisches Polynom - Eigenwerte |

## Technik
Math42 war ein symbolisches Computeralgebrasystem (kurz: CAS). Die grafische Oberfläche und Eingabe wurde mithilfe von HTML5, JavaScript, dem React Framework und TeX realisiert. Der mathematische Kern wurde mit Swift für iOS und dem AWS Backend für Android realisiert.

## Geschichte
Die Entwickler Maxim und Raphael Nitsche waren mit 14 und 15 Jahren unterfordert mit der Schulmathematik und gaben anderen Schülern Nachhilfe. Dabei fiel ihnen auf, dass sich viele Fragen wiederholen. Sie suchten nach Möglichkeiten, diesen Prozess zu automatisieren und Usern damit Nachhilfekosten zu sparen. Die Brüder hatten 2013 die Idee, eine Mathenachhilfe-App zu entwickeln. Ihr Vater Thomas Nitsche hatte bereits Schachcomputer programmiert und war in der Softwareentwicklung tätig. Seine Söhne überzeugten ihn die App zu schreiben.
2015 traten die Brüder mit ihrer App in der Fernsehsendung Die Höhle der Löwen auf und erhielten dadurch viel mediale Aufmerksamkeit. Sie forderten zwei Millionen Euro für 20 Prozent am Unternehmen; dies war der bis dato höchste Kaufpreis in der Sendung. Der Investor Frank Thelen prognostizierte einen Marktwert von 100 Millionen Euro und stellte einen Vergleich zu Mark Zuckerberg her. Trotzdem kam es zu keiner weiteren Zusammenarbeit und Investition, unter anderem, weil der Vater der Geschäftsführer war.
2017 wurde die App für 12 Millionen Euro an den US-amerikanischen Bildungsanbieter Chegg verkauft.
Die Brüder gaben ihr Mathematikstudium auf, um an der App zu arbeiten.
Am 30. Dezember 2019 wurde die App eingestellt und durch Chegg Math Solver ersetzt.